# Релігійний лібералізм
Релігійний лібералізм - це концепція релігії (або конкретної релігії), яка підкреслює особисту та групову свободу та раціональність. Це ставлення до власної релігії (на відміну від критики релігії зі світської позиції, і на відміну від критики релігії, відмінної від власної), яке протиставляється традиціоналістському чи ортодоксальному підходу, і прямо протиставляється тенденціям релігійного фундаменталізму. Вона пов'язана з релігійною свободою, яка є терпимістю до різних релігійних вірувань і практик, але не всі прихильники релігійної свободи виступають за релігійний лібералізм, і навпаки.

## Анотація
У контексті релігійного лібералізму лібералізм передає сенс класичного лібералізму, як він розвивався в епоху Просвітництва, який є відправною точкою як релігійного, так і політичного лібералізму. Проте релігійний лібералізм не обов'язково збігається з усіма значеннями лібералізму у політичній філософії. Наприклад, емпірична спроба показати зв'язок між релігійним лібералізмом та політичним лібералізмом виявилася непереконливою у дослідженні, проведеному 1973 року в Іллінойсі.
Використання терміна "ліберал" у контексті релігійної філософії з'явилося ще всередині 19 сторіччя і утвердилося на першій половині 20 століття. Наприклад, в 1936 професор філософії і служитель церкви Учнів Христа Едвард Скрібнер Еймс написав у своїй статті "Лібералізм в релігії":
Термін "лібералізм", схоже, набуває релігійного вживання, яке надає йому дедалі більшого значення. Він різкіше протиставляється фундаменталізму і означає набагато глибший сенс, ніж модернізм. Фундаменталізм визначає відносно некритичне ставлення. У ньому домінують звичай, традиціоналізм та авторитаризм. Безсумнівно, втрата традиційної віри привела багатьох людей замішання і позбавила їх керма, і вони приходять до висновку, що немає адекватного задоволення в простому збудженні або втечі від своїх найкращих ідеалів. Вони прагнуть відчуття глибшого сенсу та напряму свого життя. Релігійний лібералізм, не як культ, а як ставлення й спосіб, звертатися до живих реалій у актуальних завданнях побудови значнішої індивідуальної і колективного життя.
Релігійні традиціоналісти, які відкидають ідею у тому, що постулати сучасності мають будь-який вплив на релігійну традицію, оспорюють концепцію релігійного лібералізму. Секуляристи, які відкидають ідею у тому, що використання раціоналістичного чи критичного мислення взагалі залишає місце для релігії, також заперечують релігійний лібералізм.